# Вертіївська сільська територіальна громада
Вертіївська сільська громада — територіальна громада в Україні, в Ніжинському районі Чернігівської області. Адміністративний центр — село Вертіївка.
Площа громади — 273,79 км², населення — 3860 мешканців (2018) (без приєднаних у 2018 році сільрад.).
Утворена 31 серпня 2015 року шляхом об'єднання Вертіївської та Малокошелівської сільських рад Ніжинського району.
12 червня 2018 року внаслідок добровільного приєднання до громади приєдналася Березанська, Великокошелівська, Дуболугівська, Заньківська та Черняхівська сільські ради.

## Населені пункти
До складу громади входять 1 селище (Юність) і 23 сіл: Березанка, Бобрик, Велика Кошелівка, Вертіївка, Дуболугівка, Заньки, Зруб, Каблуки, Кардаші, Колісники, Кукшин, Липів Ріг, Лісове, Мала Кошелівка, Мильники, Низи, Переходівка, Стодоли, Титівка, Холявки, Хомине, Черняхівка та Яблуневе.